# Три дні щастя
«Три дні щастя» (яп. 三日間の幸福, Mikkakan no kōfuku) — японський роман, написаний Міакі Суґару та ілюстрований Таґучі Шьоїчі. Виданий компанією ASCII Media Works у грудні 2013 року. Роман було адаптовано у манґу, з назвою «Я продав своє життя за десять тисяч єн за рік» (яп. 寿命を買い取ってもらった。一年につき、一万円で。, Jumyō o Kaitotte Moratta. Ichinen ni Tsuki, Ichimanen de.), яку видала Shueisha на своєму сайті та мобільному застосунку Shōnen Jump+, та потім зібрала у три томи танкобон.
У 2024 році, видавництво MAL'OPUS видало роман українською мовою; вихід планується восени.

## Сюжет
20-річний Кусунокі не здатний звести кінці з кінцями на підробітку, та готується продати останнє, що в нього залишилося. Кусунокі відвідав книгарню, де клерк йому розповідає про місце, де він може продати своє життя за гроші. Ціна життя залежить від того, наскільки людина впливає на світ, і від того, на скількох людей вона вплинула. З цікавості Кусунокі вирішує відвідати це місце. Там він зустрічає таємничу секретарку, дівчину, на ім'я Міяґі. Міяґі повідомляє йому, що все життя Кусунокі коштує лише 300 000 єн (близько 2000 доларів), що є надзвичайно низькою ціною для середньостатистичної людини. Зрозумівши, що його майбутнє нічого не варте, Кусунокі продає своє життя, залишивши собі лише 3 місяці, щоб насолодитися грошима. Наступного дня він прокидається від того, що в його двері стукає Міяґі. Згідно з політикою компанії, її відправили наглядати за Кусунокі протягом наступних 3 місяців до його смерті. З грошима, які він придбав, і лише 3 місяцями життя, Кусунокі намагається змінити своє безнадійне життя під наглядом Міяґі.

## Персонажі
КусунокіДвадцятирічний хлопець, що продав 30 років життя за 300 тисяч єн.
МіяґіМолода дівчина, що працює в сервісі, який купує роки життя. Була призначена спостерігати за Кусунокі протягом трьох місяців.
ХіменоПодруга дитинства Кусунокі, яку той кохав.

## Медіа

### Роман
Роман «Три дні щастя» написав Міакі Суґару та ілюстрував Таґучі Шьоїчі. Його видало 25 грудня 2013 року одним томом видавництво ASCII Media Works під імпринтом Media Works Bunko.
Роман було ліцензовано компанією Yen Press для випуску англійською мовою у Північній Америці, там він вийшов 20 жовтня 2020. У 2024 році MAL'OPUS отримали ліцензію на випуск роману українською мовою, та він вийшов у продаж у грудні 2024 року.

### Манґа
Манґа-адаптація роману, зроблена Таґучі Шьоїчі, виходила на сайті Shueisha та в мобільному застосунку Shōnen Jump+ з 10 серпня 2016 року по 25 жовтня 2017 року. Shueisha згодом випустили цю манґу у трьох томах танкобон, що випускались з 4 липня по 4 грудня 2017 року.

#### Перелік томів манґи
| № | Дата виходу    | ISBN                   |
| - | -------------- | ---------------------- |
| 1 | 4 липня 2017   | ISBN 978-4-08-881121-5 |
| 2 | 29 серпня 2017 | ISBN 978-4-08-881238-0 |
| 3 | 4 грудня 2017  | ISBN 978-4-08-881402-5 |